# Сімідзу Сакіко
Сімідзу Сакіко (20 квітня 1992) — японська плавчиня.
Учасниця Олімпійських Ігор 2016 року.
Призерка Пантихоокеанського чемпіонату з плавання 2018 року.
Переможниця Азійських ігор 2018 року, призерка 2014 року.